# Дощові ліси Східної Яви та Балі
Дощові ліси Східної Яви та Балі (ідентифікатор WWF: IM0113) — індомалайський екорегіон тропічних та субтропічних вологих широколистяних лісів, розташований на Яві та Балі.

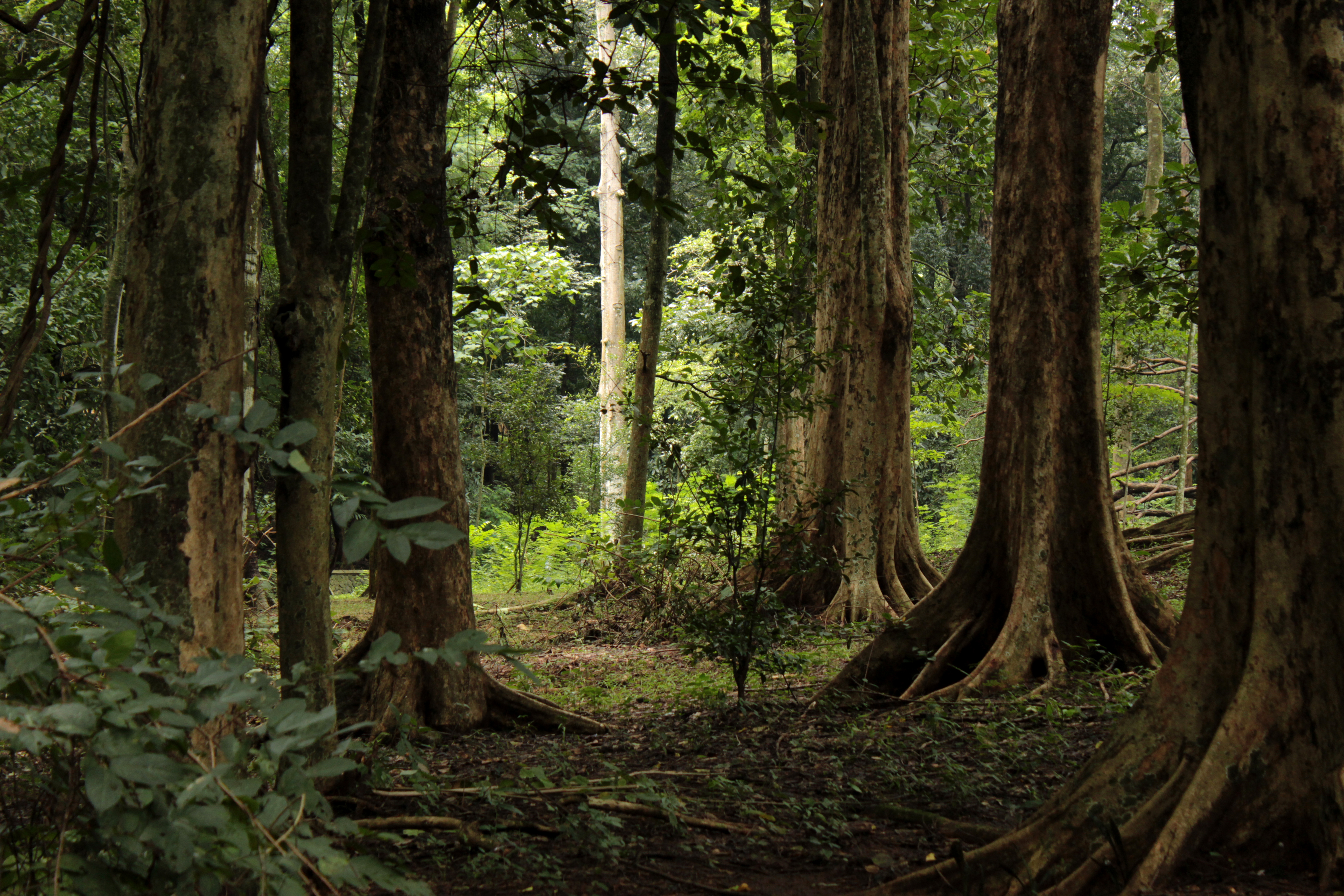
Ботанічний сад Пурводаді у Східній Яві

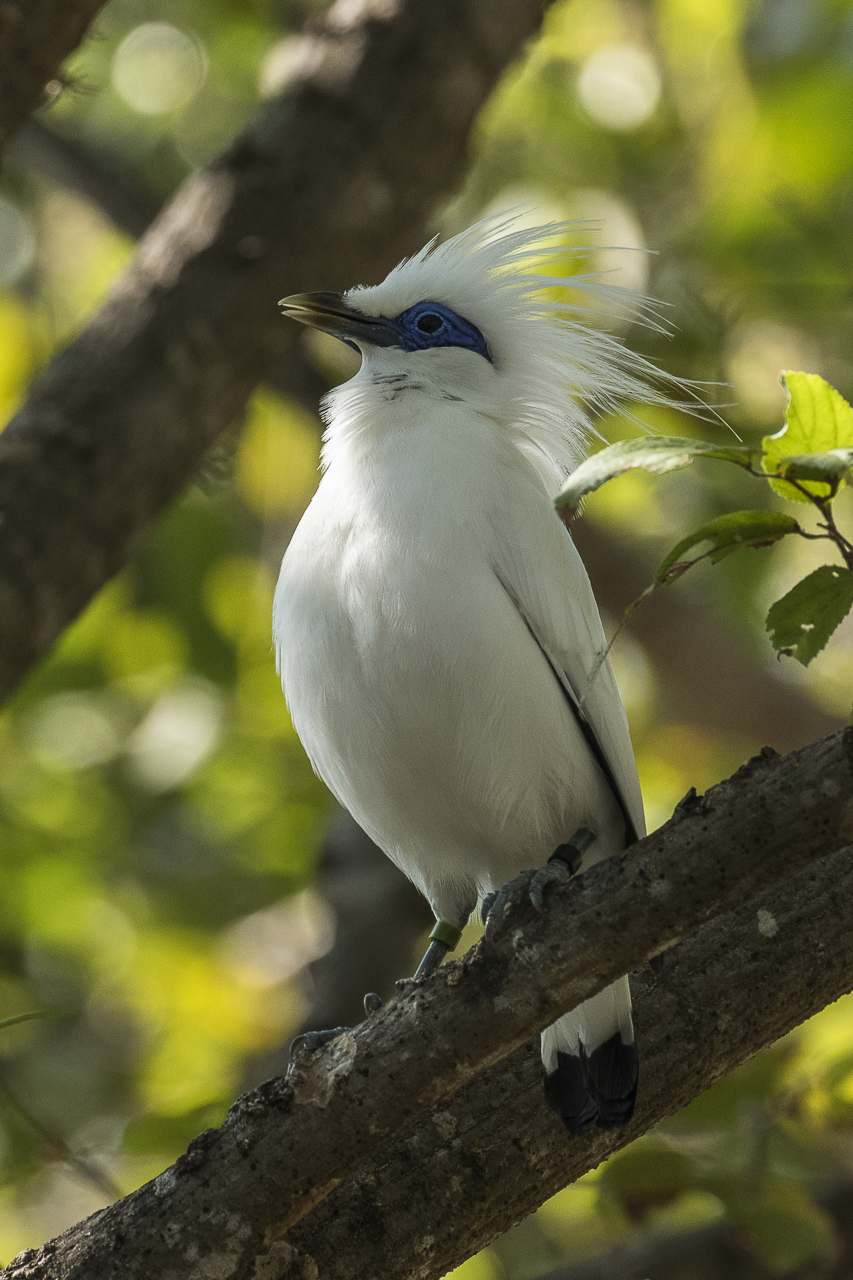
Балійський шпак (Leucopsar rothschildi)

## Географія
Екорегіон дощових лісів Східної Яви та Балі охоплює низовини, що лежать у східній частині острова Ява в групі Великих Зондських островів та на острові Балі, найзахіднішому в групі Малих Зондських островів. Крім того, він включає деякі інші острови, зокрема острови Карімун-Ява та Бавеан в Яванському морі, острови Мадура та Кангеан в морі Балі, а також острів Барунг, що лежить на південь від Яви, та острів Пеніда, що лежить на південь від Балі. В горах Східної Яви та Балі, на висоті понад 1000 м над рівнем моря, екорегіон переходить у гірські дощові ліси Східної Яви та Балі, а на заході Яви — у дощові ліси Західної Яви.
Вулканічний острів Ява утворився понад 26 мільйонів років тому внаслідок субдукції Індо-Австралійської плити під Зондську плиту. Острів Балі набагато молодший: він утворився лише 3 мільйони років тому. З геологічної точки зору основу регіону складають третинні та четвертинні вулканічні породи, алювіальні відклади та підняті коралові вапняки. Вулканічна активність на островах триває. Через всю Яву із заходу на схід простягається гірський хребет, який включає 112 вулканів, з яких 35 є діючими. Вулкани Яви є одними з найактивніших у світі. На Балі також є кілька активних вулканів.
В часи останнього льодовикового періоду, коли рівень Світового океану був більш ніж на 100 м нижчим, ніж зараз, Малайський півострів та острови Суматра, Калімантан, Ява і Балі утворили єдиний великий масив суходолу, відомий як Сунда. Це дозволяло рослинам, тваринам і людям вільно мігрувати між материковою Південно-Східною Азією та сучасною Явою. Після завершення льодовикового періоду рівень моря піднявся, і Ява була відділена Зондською протокою від Суматри, Яванським морем від Калімантану та протокою Балі від Балі. Флора і фауна цих островів досі мають велику подібність, через що їх об'єднують у один біогеографічний регіон — Малезію.
Однак у той час, як Балі під час останнього льодовикового періоду сполучався з Явою, острів Ломбок, розташований на схід від нього, залишався відділений глибокою протокою Ломбок, що не дозволяла відбуватися обміну фаунами. Через цю протоку проходить лінія Воллеса, яка розділяє біогеографічні області Індомалаї та Нотогеї. Таким чином, фауна Балі споріднена з фауною Великих Зондських островів та Південно-Східної Азії, а фауна Ломбоку та інших Малих Зондських островів, що лежать східніше, — з фауною Австралазії.

## Клімат
В межах екорегіону переважає мусонний клімат (Am за класифікацією кліматів Кеппена) або саванний клімат (Aw за класифікацією кліматів Кеппена). Клімат Східної Яви та Балі більш сухий, ніж клімат Західної Яви: середньорічна кількість опадів тут коливається від 1500 до 4000 мм. Сезонність опадів зростає із заходу на схід. З жовтня по квітень в регіоні триває сезон дощів, а з травня по вересень — сухий сезон.

## Флора
Основними лісовими угрупованнями екорегіону є вологі листяні ліси, а також напіввічнозелені дощові ліси, поширені на південному узбережжі, та сухі листяні ліси, поширені на північному узбережжі. Розподіл цих угруповань здебільшого пов'язаний із сезонністю опадів. У лісах Яви та Балі не домінують представники жодної родини дерев, як у випадку діптерокарпових (Dipterocarpaceae) у лісах Суматри та Калімантану.
Листяні ліси Яви, як правило, менш густі, ніж дощові ліси, а дерева у них рідко перевищують 25 м заввишки. Деякі з них скидають листя під час сухого сезону. Характерними представниками цих лісів є пальмірові пальми (Borassus flabellifer) та капустяні пальми (Corypha utan), які є індикаторами сезонності клімату. У вологих листяних лісах середньорічна кількість опадів коливається від 1500 до 4000 мм, а сухий сезон триває від 4 до 6 місяців. У сухих листяних лісах за рік випадає менше 1500 мм опадів, а сухий сезон триває більше 6 місяців. Серед дерев, що найчастіше зустрічаються у листяних лісах Яви та Балі, слід відзначити пухнастий хомаліум (Homalium tomentosum), індійську альбіцію (Albizia lebbekoides), білокору акацію (Vachellia leucophloea), повстисту акацію (Vachellia tomentosa), малабарську баугінію (Piliostigma malabaricum), золотий дощ (Cassia fistula), п'ятистовпчикову ділленію (Dillenia pentagyna), голоцвітий тетрамелес (Tetrameles nudiflora), білий сіріс (Ailanthus integrifolia) та амлу (Phyllanthus emblica). В підліску листяних лісів зустрічається багато трав'янистих рослин.
Напіввічнозелені дощові ліси екорегіону більш сезонні, ніж вічнозелені дощові ліси Західної Яви. Вони поширені в районах, де сухий сезон триває 2-4 місяці. Найбільш поширеними деревами у дощових лісах Східної Яви є зубчасті кляйнговії (Kleinhovia hospita), різнолисті птероспермуми (Pterospermum diversifolium) і дерева баюр (Pterospermum acerifolium) з родини Мальвові (Malvaceae) та пишноцвіті гаруги (Garuga floribunda) з родини Бурзерові (Burseraceae). На Балі залишилося небагато лісів, що ростуть на висоті нижче 500 м над рівнем моря. Серед дерев, що зустрічаються у залишках дощових лісів Балі, слід відзначити діптерокарпус Хасселта (Dipterocarpus hasseltii), міцну планшонію (Planchonia valida), амбонський палаквіум (Palaquium amboinense), молуцьку дуабангу (Duabanga moluccana) та яванський птероспермум (Pterospermum javanicum).
Вапнякові ліси ростуть на неглибоких ґрунтах серед вапнякових відслонень, зокрема на островах Барунг та Пеніда. Ендеміків у цих лісах зустрічається мало, але оскільки вони зазвичай ростуть на стрімких схилах, це впливає на характер їхнього росту.

## Фауна
В лісах Східної Яви та Балі мешкають більше 100 видів ссавців, зокрема бантенги (Bos javanicus), індійські мунтжаки (Muntiacus muntjak), смугасті свині (Sus scrofa vittatus) та макаки-крабоїди (Macaca fascicularis), а також майже ендемічні яванські свині (Sus verrucosus), яванські замбари (Rusa timorensis) та яванські оленьки (Tragulus javanicus), найменші копитні світу. На невеликому острові Бавеан, що лежить за 120 км на північ від Яви, мешкають ендемічні бавеанські олені (Axis kuhlii), популяція яких нараховує менше 500 особин. Цей вид вважається реліктом епохи голоцену, який зберігся на Бавеані, але його предкову форму витіснили на Яві яванські замбари та індійські мунтжаки.
Серед поширених в екорегіоні хижаків слід відзначити дуже рідкісних яванських леопардів (Panthera pardus melas), популяція яких нараховує близько 300 особин, а також яванських котів (Prionailurus javanensis), гірських куонів (Cuon alpinus), азійських мусангів (Paradoxurus hermaphroditus), яванських мангустів (Urva javanica) та майже ендемічних яванських харсунів (Melogale orientalis). Раніше на Балі зустрічалися балійські тигри (Panthera tigris balica), однак ці тварини вимерли в середині XX століття. Яванські тигри (Panthera tigris sondaica), найбільші хижаки Яви, також вважаються вимерлими, однак деякі свідчення вказують на те, що вони могли зберегтися у віддалених районах острова.
Серед дрібних ссавців, поширених в екорегіоні, слід відзначити чорних велетенських білок (Ratufa bicolor), чорносмугих білок (Callosciurus nigrovittatus), трисмугих земляних білок (Lariscus insignis), яванських політух (Iomys horsfieldii), зондських їжатців (Hystrix javanica), яванських панголінів (Manis javanica), яванських тупай (Tupaia javanica), зондських білозубок (Crocidura monticola) та короткохвостих гімнур (Hylomys suillus). У численних печерах, що зустрічаються серед вапнякових скель на островах Мадура та Бавеан, мешкають 14 видів рукокрилих, зокрема печерні крилани (Eonycteris spelaea), які відіграють дуже важливе значення у запиленні деяких видів рослин, зокрема справжніх дуріанів (Durio zibethinus), та у розповсюдженні насіння, а також ендемічні мадурайські підковики (Rhinolophus madurensis) та мадурайські листоноси (Hipposideros madurae).
Орнітофауна екорегіону нараховує понад 350 видів птахів, серед яких слід відзначити синьокрилих павичів (Pavo muticus), зелених курок (Gallus varius), австралійських великоногів (Megapodius reinwardt), яванських горлиць (Macropygia ruficeps), жовтогорлих тілопо (Ptilinopus melanospilus), великих гомраїв (Buceros rhinoceros), малабарських птахів-носорогів (Anthracoceros albirostris), чорновусих жовн (Picus vittatus), рожевоволих папуг (Psittacula alexandri), яванських яструбів (Accipiter virgatus), рудокрилих коукалів (Centropus sinensis), яванських марабу (Leptoptilos javanicus), яванських чапель (Ardeola speciosa), яванських бакланів (Microcarbo niger), яванських пісочників (Charadrius javanicus), яванських малког (Phaenicophaeus curvirostris), сундайських саланган (Aerodramus fuciphagus), яванських саланган (Aerodramus salangana), рудогорлих бюльбюлів (Rubigula dispar), смугастокрилих приній (Prinia familiaris), синьокрилих зеленчиків (Chloropsis cochinchinensis) та яванських фірлюків (Mirafra javanica).
Майже ендемічними представниками екорегіону, які також зустрічаються на решті Яви та на деяких сусідніх островах, є яванські куріпки (Arborophila javanica), зеленкуваті салангани (Collocalia linchi), яванські коукали (Centropus nigrorufus), індонезійські горлиці (Macropygia emiliana), яванські вінаго (Treron griseicauda), рожевоголові пінони (Ducula rosacea), яванські орли-чубані (Nisaetus bartelsi), яванські сичики-горобці (Glaucidium castanopterum), яванські альціони (Halcyon cyanoventris), лазурові рибалочки (Alcedo coerulescens), смугастоволі рибалочки (Alcedo euryzona), яванські бородастики (Psilopogon javensis), вогнистолобі бородастики (Psilopogon armillaris), мінливобарвні бородастики (Psilopogon australis), жовтогорлі кориліси (Loriculus pusillus), синьохвості піти (Hydrornis guajanus), яванські шикачики (Coracina javensis), білокрилі оругеро (Lalage sueurii), сундайські свистуни (Pachycephala fulvotincta), острівні циси (Cissa thalassina), сірощокі бюльбюлі-бородані (Alophoixus bres), яванські кравчики (Orthotomus sepium), жовті окулярники (Zosterops flavus), яванські окулярники (Zosterops melanurus), сірощокі синчівки (Mixornis flavicollis), чорносмугі тимелії-темнодзьоби (Cyanoderma melanothorax), білогруді тимелії-темнодзьоби (Stachyris grammiceps), біловолі тимелії-темнодзьоби (Stachyris thoracica), каштанові тимелії-криводзьоби (Pomatorhinus montanus), білоброві баблери (Pellorneum capistratum), яванські майни (Acridotheres javanicus), гірські нільтави (Cyornis banyumas), білочереві сіпараї (Aethopyga mystacalis), яванські рисівки (Padda oryzivora), яванські мунії (Lonchura leucogastroides) та балійські мунії (Lonchura ferruginosa).
Раніше на південному узбережжі Східної Яви мешкали майже ендемічні яванські чайки (Vanellus macropterus), однак наразі вони вважаються вимерлими. Чорнокрилі майни (Acridotheres melanopterus) та яванські шпаки (Gracupica jalla), які раніше були поширені по всій Яві, також майже повністю вимерли, однак їхнім популяціям вдалося зберегтися на сході острова та на Балі. Ендеміками екорегіону є яванські дзьобаки (Chrysocolaptes strictus), рідкісні кангеанські синчівки (Mixornis prillwitzi), поширені на островах Кангеан, та дуже рідкісні балійські шпаки (Leucopsar rothschildi), які зустрічаються на Балі.

## Збереження
Ява є одним з найбільш густонаселених островів світу: станом на 2023 рік тут проживало більше 156 мільйонів людей. В екорегіоні розташовано багато великих міст, зокрема Сурабая, друге за населенням місто Індонезії, в якому живуть понад 3 мільйони людей, а також міста Семаранг, Маланг та Денпасар. Не дивно, що значна частина лісів екорегіону була знищена та перетворена на рисові поля, плантації та інші сільськогосподарські угіддя та поселення. Антропогенні пожежі в регіоні є звичним явищем. Спалювання лісів. яке практикувалося протягом століть, призвело до появи моновидових насаджень тикових дерев (Tectona grandis) та інших вогнестійких видів. Основною загрозою для збереження залишків природи регіону є подальше знищення лісів, а також браконьєрство. Вилов птахів з метою продажу на пташиних ринках призвів до значного скорочення популяцій ендемічних яванських шпаків, балійських шпаків і чорнокрилих майн та, зрештою, майже до повного вимирання цих видів.
Оцінка 2017 року показала, що 1383 км², або 2 % екорегіону, є заповідними територіями. Природоохоронні території включають: Національний парк Західного Балі, Національний парк Меру-Бетірі, Національний парк Алас-Пурво, Національний парк Балуран та Національний парк Карімун-Яви.